# Scandal (film)
Scandal is een Britse dramafilm

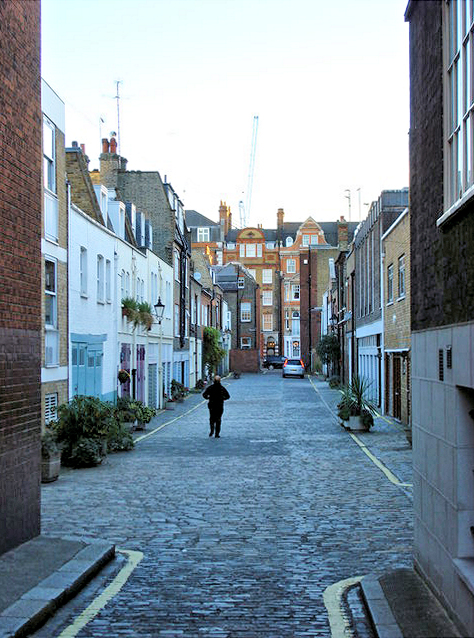
Wimpole Mews, de straat waar personage Stephen Ward woont

uit 1989 van Michael Caton-Jones met in de hoofdrollen John Hurt en Joanne Whalley.
Het scenario van de film is gebaseerd op de Britse Profumo-affaire uit 1963. Het boek "Honeytrap" dat Anthony Summers over deze affaire schreef vormt de basis van de film. 

## Verhaal
De Britse osteopaat dr. Stephen Ward geniet met de volle teugen van het nachtleven. Hij komt regelmatig op wilde feesten en orgies. In een nachtclub leert hij de jonge danseres Christine Keeler kennen. Hij wordt haar vriend en mentor en ze trekt bij hem in. Keeler en Ward bezoeken een aantal feesten, waarbij ook veel adel en hoogwaardigheidsbekleders komen. Keeler komt in contact met de Britse minister van defensie, John Profumo, en begint een affaire met hem. De hel breekt los als blijkt dat Keeler tegelijkertijd een affaire onderhoudt met de Rus Ivanov. Volgens de Britse contra-spionage MI-5 is Ivanov een Russische spion en is Keeler door hem ingezet om de Britse militaire geheimen te achterhalen. Als de pers hierachter komt is de carrière van Profumo gebroken en moet hij aftreden. Keeler belandt in de gevangenis en Ward, die door iedereen in de steek is gelaten, pleegt zelfmoord. Uiteindelijk zal ook de rest van de Britse regering van minister-president Harold McMillan door dit schandaal moeten aftreden. 

## Rolverdeling
| Acteur           | Personage             |
| ---------------- | --------------------- |
| John Hurt        | Stephen Ward          |
| Joanne Whalley   | Christine Keeler      |
| Bridget Fonda    | Mandy Rice-Davies     |
| Ian McKellen     | John Profumo          |
| Leslie Phillips  | Lord Astor            |
| Jeroen Krabbé    | Eugene Ivanov         |
| Britt Ekland     | Mariella Novotny      |
| Daniel Massey    | Mervyn Griffith-Jones |
| Roland Gift      | Johnnie Edgecombe     |
| Jean Alexander   | Mrs. Keeler           |
| Alex Norton      | politie-inspecteur    |
| Ralph Brown      | Paul Mann             |
| Iain Cuthbertson | Lord Hailsham         |
| Johnny Shannon   | Peter Rachman         |

## Censuur
Het scheelde weinig of de film was in de VS gekeurd als een seksfilm. Dit was te wijten aan enige scènes rond het seksfeest op Cliveden House. In de achtergrond is een stelletje te zien dat de liefde bedrijft op de piano. Het is slecht te zien, aangezien de camera op de voorgrond is gericht, maar de censuur haalde toch enige minuten uit de film.

## Productie
De film was al controversieel voor de productie begon en veel grote Britse acteurs weigerden mee te doen. Volgens kwade tongen omdat ze bang waren voor hun koninklijke onderscheidingen. David Suchet weigerde de rol van Profumo om een andere reden. Hij zag er geen uitdaging in. Dat was ook de reden dat 
Stephen Frears afzag van de rol.

## Historie en fictie
In 1961 wordt er een feest gegeven in het landhuis Cliveden van Lord William Astor in Buckinghamshire. Een van de gasten is de bon vivant dr. Stephen Ward die de negentienjarige Christine Keeler meeneemt. Keeler komt tijdens het feest in contact met John Profumo, de Britse minister van defensie. De twee beginnen een relatie die enkele weken zou duren. In 1962 komt Christine Keeler in de problemen door haar relatie met de gangsters Johnny Edgecombe en Aloysius Gordon. Uiteindelijk leidt dit tot een confrontatie tussen beide mannen. Als de pers lucht krijgt van Keelers relaties in de gangsterwereld komt ook haar affaire met Profumo aan het licht. Al snel blijkt dat ze in 1961 vrijwel gelijktijdig ook een relatie heeft gehad met de militair attaché van de Russische ambassade Yevgeni "Eugene" Ivanov. Het is nooit helemaal duidelijk geworden of Keeler echt spioneerde voor Ivanov en wat de rol is geweest van Stephen Ward. Maar het schandaal leidde in ieder geval tot het aftreden van Profumo in 1963 en uiteindelijk van de regering. Volgens historici leidde het uiteindelijk ook tot de overwinning van Labour in daarop volgende verkiezingen. Ward werd beschuldigd van het aanzetten tot prostitutie en later dood gevonden in zijn flat. Hoewel er nog altijd wordt beweerd dat hij zou zijn vermoord door de Britse geheime dienst lijkt het wel zeker dat hij zelfmoord pleegde.

## Muziek
De titelsong Nothing Has Been Proved werd gezongen door Dusty Springfield en geproduceerd door de Pet Shop Boys. Andere nummers
- "Those lazy-hazy-crazy days of summer" - Nat King Cole
- "Witchcraft" - Frank Sinatra
- "Apache" - The Shadows

In de film is ska-muziek te horen; er is een compilatie-LP uitgebracht onder de titel Scandal Ska.